# Криворізька загальноосвітня школа №8

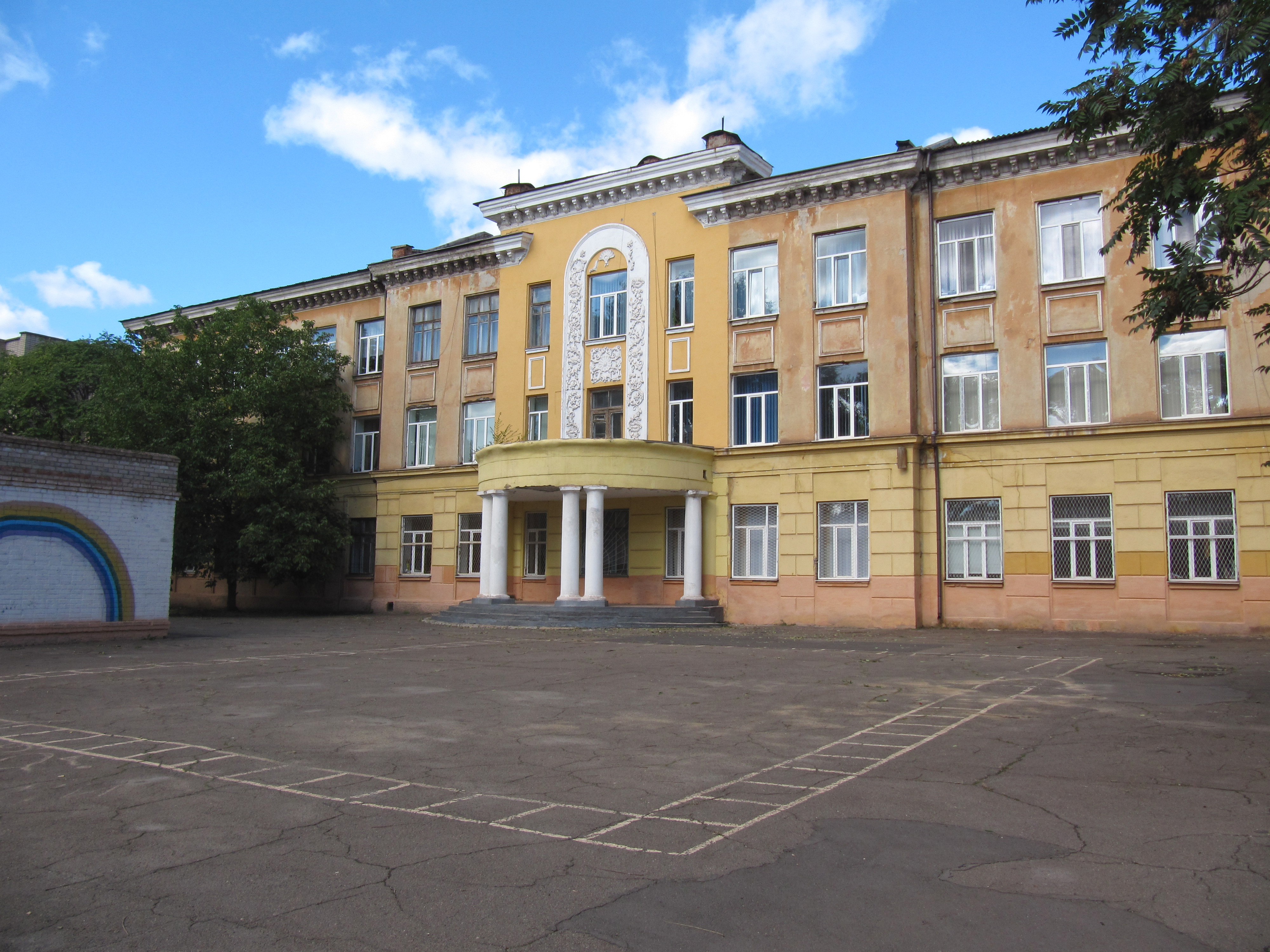

Будівля школи, в якій навчався двічі Герой Радянського Союзу В. І. Михлік взята на облік в 1972 р. Пам'ятка знаходиться в Центрально-Міському районі, вул. Першотравнева, 16.

## Передісторія
У 1909 р. у Кривому Розі була відкрита перша «Криворізька приватна жіноча гімназія» по вул. Церковній (колишня — Калиниченка, 12), у будинку Бондаренка, заснована Варварою Євсенівною Головченко.
У 1919 р. на базі жіночої гімназії була відкрита початкова школа, що згодом отримала статус фабрично-заводської семирічки. У 1930 р. школа переїхала у нову будівлю по вул. Першотравневій. У 1932 р. заклад отримав статус середньої школи № 8 (десятирічка).
Михлик Василь Ілліч, (29.12.1922 — 29.12.1996) двічі Герой Радянського Союзу (22.02.1945 р., 29.06.1945 р.) навчався у школі № 8, (сучасна Криворізька Центрально-Міська гімназія) у 1938—1940 рр. В армії з 1940 р. Учасник війни з травня 1943 р. у складі 566 штурмового авіаційного полку 224 штурмової авіаційної дивізії. Здійснив 188 бойових вильотів, у повітрі провів 1,5 тисячі годин. Знищив 50 танків, 13 літаків, 7 паровозів, 150 вагонів, 100 гармат. Учасник боїв на Курській дузі, під Ленінградом, у Прибалтиці. У 1949 р. Василю Іллічу Михліку встановлено бронзовий бюст в Кривому Розі (пам'ятка № 11473).

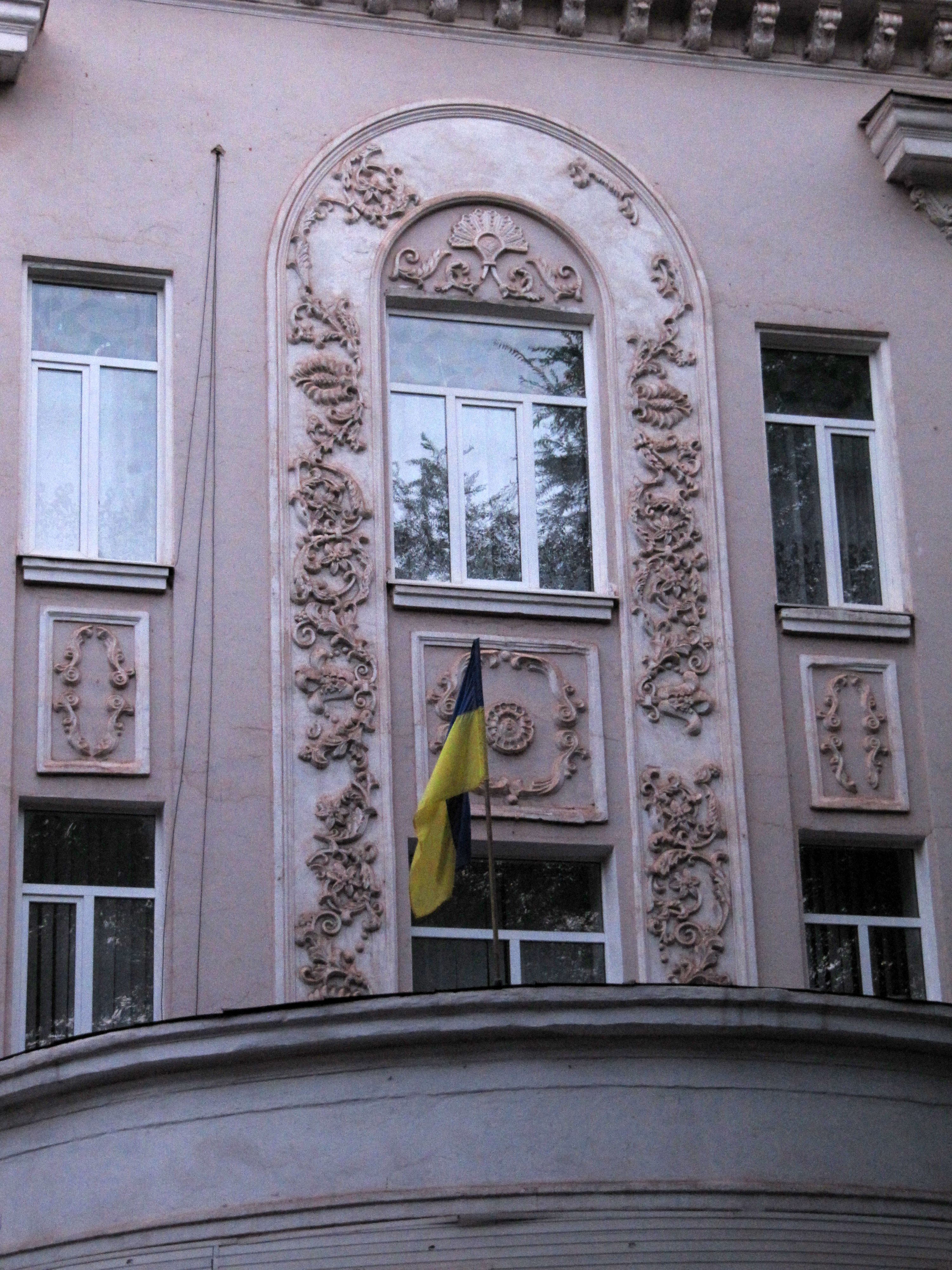

За часів окупації міста (1941—1944 рр.) у приміщенні будівлі знаходився німецький госпіталь. У січні 1944 р. будівля була підірвана та спалена окупантами.
У 1952 р. школу відбудували, в радянські часи кілька разів проводилися реконструкції. У 1966 р. на фасаді будівлі була встановлена меморіальна дошка з мармуру.
За рішенням Криворізького міськвиконкому № 453 від 06.07.1972 р. будівля школи № 8 була взята на облік (№ 1693).
В 1990-х рр. дошку зняли с фасаду школи, була утворена Центрально-Міська педагогічна гімназія.

## Пам'ятка

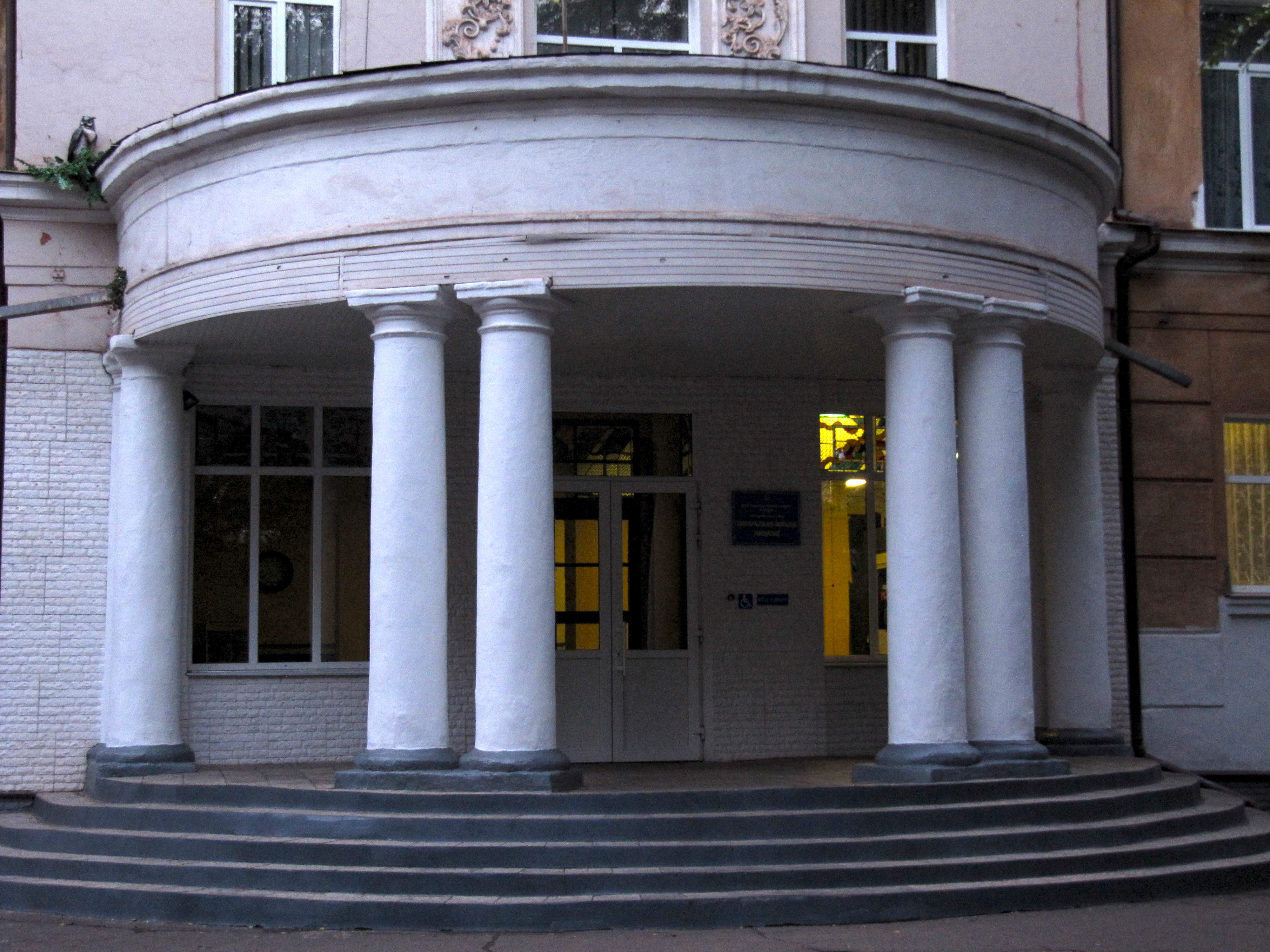

Пам'ятка розташована по вул. Першотравнева, 16. Загальна площа споруди 6,1 тис. кв. м.
Меморіальна дошка розмірои: 0,8×1,4 м. У верхньому правому куті дошка прикрашена фігурою птаха, що летить. Барельєф у вигляді голови чоловіка з короткою зачіскою (профіль) розташований зліва у верхній частині. У нижній частині зліва розташовані: дві медалі «Золота зірка», справа — 9-рядковий напис російською мовою великими літерами (шрифти різного розміру): «В ЭТОЙ / ШКОЛЕ / УЧИЛСЯ / ДВАЖДЫ ГЕРОЙ / СОВЕТСКОГО / СОЮЗА / МИХЛИК / ВАСИЛИЙ / ИЛЬИЧ». Фігура птаха, барельєф, медалі та напис пофарбовані у золотистий колір (стрічки на медалях — у червоний).